# Catalina Castelblanco
Catalina Castelblanco Meneses (San Fernando, Región de O'Higgins, 15 de agosto de 1997) es una actriz chilena.

## Biografía
Nació el 15 de agosto de 1997, en San Fernando, Región de O'Higgins. Hija mayor de Nicolás Castelblanco Mellado y de Paula Meneses Solís.
Cursó sus estudios básicos y medios en el Colegio El Real , en San Fernando. También estudió inglés en Aspen, Estados Unidos en 2012. En 2017, realizó un curso de negocios en New Cambridge College Sydney, Australia.

## Carrera artística
A los ocho años de edad, asistió a un casting y fue seleccionada para un papel en Floribella (2006), de Televisión Nacional de Chile.  Su talento y carisma frente a la cámara sorprendieron a los productores, quienes no dudaron en ofrecerle un rol recurrente. Además, actuó en un papel menor en el thriller Alguien te mira (2007), de Pablo Illanes.
Su habilidad actoral la llevó a roles más complejos, consolidándose como una estrella infantil en ascenso. En 2008, Castelblanco se unió al reparto de la comedia Una pareja dispareja (2009), adaptación de The Odd Couple. En 2009 actuó junto a Mariana Derderian en la comedia Los ángeles de Estela.
En 2011, Casteblanco alcanzó el éxito comercial junto a Jorge Zabaleta y María Elena Swett con la comedia Aquí mando yo (2011). En esta ocasión, interpretó a la hija adolescente de un matrimonio en crisis.
En 2013, con 16 años, firmó un contrato de dos años con Canal 13 (Chile). Actuó en las comedias Mamá mechona (2014) y Veinteañero a los 40 (2015). En 2016, asumió el rol de la sobrina de Benjamín Vicuña en la comedia Un diablo con ángel.
En 2018, junto a Francisco Dañobeitía, obtuvieron los roles de la pareja romántica adolescente en La reina de Franklin, protagonizada por Javiera Contador y Claudia Di Girolamo.
En 2023, Casteblanco se trasladó a México y audicionó para TelevisaUnivision. Como resultado, consiguió un papel en Gloria Trevi: ellas soy yo, serie biográfica de la cantante mexicana Gloria Trevi.

## Vida personal
En 2017, Casteblanco vivió en la residencia de Fernanda Urrejola en Los Angeles (California).En mayo de 2020, Castelblanco reveló en su cuenta de Instagram que estaba embarazada de 7 meses. El 9 de agosto de 2020, anunció se transformó en madre de Nicoletta.

## Filmografía
| Año  | Título            | Papel   | Notas                                   |
| ---- | ----------------- | ------- | --------------------------------------- |
| 2018 | La mirada de dios |         | Cortometraje                            |
| 2021 | #Hija             | Hija    | Cortometraje dirigido por Miguel Littín |
| 2022 | De Jigoku         |         | Cortometraje                            |
| 2022 | Captiva           | Elena   | Cortometraje                            |
| 2023 | Desconectados     | Rosario | Producción para Prime Video             |

## Televisión
| Año       | Título                | Papel             | Ref.             |
| --------- | --------------------- | ----------------- | ---------------- |
| 2006      | Floribella            | Roberta Espinoza  | Elenco principal |
| 2007      | Alguien te mira       | Amparo Zanetti    | Elenco principal |
| 2009–2010 | Los ángeles de Estela | Dakota Robinson   | Elenco principal |
| 2011–2012 | Aquí mando yo         | Antonella Buzzoni | Elenco principal |
| 2014      | Mamá mechona          | Olivia Mora       | Elenco principal |
| 2016      | Veinteañero a los 40  | Isidora Garcés    | Elenco principal |
| 2017      | Un diablo con ángel   | Rocío Aguilera    | Elenco principal |
| 2018–2019 | La reina de Franklin  | Estefanía Poblete | Elenco principal |
| 2025      | El jardín de Olivia   | Ignacia Walker    | Elenco principal |

| Año       | Título                     | Papel         | Ref.                    |
| --------- | -------------------------- | ------------- | ----------------------- |
| 2009–2010 | Una pareja dispareja       | Aurora Vargas | T1-T2. Elenco principal |
| 2012      | Vida por vida              | Paula Rilke   | ¿? episodios            |
| 2023      | Gloria Trevi: ellas soy yo | Edith Zúñiga  | Elenco principal        |

## Videos musicales
| Año  | Título        | Artista       | Productor          |
| ---- | ------------- | ------------- | ------------------ |
| 2020 | Nena          | Enei          | Jaime Marín        |
| 2021 | Cinco minutos | Lucas Piraino | Francisco Victoria |

## Publicidad
- 2001: Aguas Andinas
- 2001: Avon
- 2006: Kino